# Alcidamante
Alcidamante (in greco antico: Ἀλκιδάμας?, Alkidámas; Elea, V secolo a.C. – IV secolo a.C.) è stato un filosofo e oratore greco antico.

## Biografia
È un sofista minore che rientra nella cosiddetta “seconda generazione sofistica”. Allievo di Gorgia, operò intorno alla metà del IV secolo a.C.; fu contemporaneo di Licofrone, col quale condivise certe posizioni ideologiche, e Isocrate, di cui fu avversario.

## Pensiero politico
Egli rappresentava l'ala ultra-aristocratica di Atene; sulla scia di Antifonte, approfondisce il tema egualitario, riconoscendo che la distinzione tra uomo libero e schiavo sia solo una convenzione, in quanto ogni uomo è uguale in natura (all'epoca si discuteva se dovesse esistere o meno una coincidenza tra legge umana e legge naturale).
Col suo contributo intellettuale aprì la strada, assieme ad altri, all'abolizione della schiavitù, base della futura "Dichiarazione universale dei diritti dell'uomo" e della filosofia giuridica occidentale.

## Opere
Sotto il nome di Alcidamante sono tramandate due orazioni: la prima, Sui sofisti, è diretta contro Isocrate e sottolinea la superiorità, nell'arte oratoria, dell'improvvisazione rispetto alla preparazione di testi scritti; la seconda, Odisseo, vede Odisseo accusare Palamede di tradimento. Quest'ultima opera è generalmente considerata spuria.
Di altre sue opere restano solo frammenti e titoli:
- Messeniakòs lόgos ("Discorso su Messene"), nel quale viene reclamata la libertà dei Messeni e contiene il principio secondo il quale "tutto è libero per natura";
- Thanátou enkόmion ("Elogio della morte"), sulla diffusa sofferenza presente nel mondo umano;
- una Téchne, manuale di retorica;
- un Physikòs lόgos ("Discorso sulla natura").

Sembra inoltre che il suo Moúseion contenesse la struttura originaria dell'Agone di Omero ed Esiodo. Tale ipotesi, suggerita inizialmente da Nietzsche, pare essere confermata dalla scoperta di due papiri, risalenti uno al III secolo a.C. e l'altro al II o al III secolo d.C.
Nella Retorica, Aristotele critica lo stile di Alcidamante, giudicandolo troppo pomposo e eccessivamente infarcito di termini poetici e metafore inverosimili.